# Српска православна црква Светог Георгија у Лежимиру
Православна црква Светог Георгија је богослужбени православни храм у Лежимиру код Сремске Митровице. Црква припада Епархији сремској Српске православне цркве. Црква је данас посвећена Светом Ђорђу. Црква је споменик културе од великог значаја.

## Историјат
Црква Светог Георгија у Лежимиру изграђена је у другој половини 18. века. Осликавање иконостаса започето је одмах после изградње цркве.
Црква је озбиљно страдала у Другом светском рату. Тада је срушен барокни звоник (који ни до данас није обновљен у изворном облику), а и унутрашњост је озбиљно страдала.
Последњих година на цркви се врши обнова.

## Значај
Црква Светог Георгија је једнобродна грађевина барокне основе с олтарском апсидом на источној страни и малим звоником призиданим на западу. Унутрашњост цркве, мада страдала током рата, и даље показује вредности. Творци иконостаса рађеног у духу барока и рококоа нису познати. 